# De opstand der horden
De opstand der horden (Spaans: La Rebelión de las masas) is een boek van de cultuurfilosoof, schrijver en journalist José Ortega y Gasset.
De inhoud werd voor het eerst gepubliceerd als een reeks artikelen in de Spaanse krant El Sol tussen oktober 1929 en augustus 1930. In 1930 verschenen de artikelen in boekvorm. Het werd in 1932 in het Engels vertaald als The Revolt Of The Masses. Deze vertaling werd twee jaar later gepubliceerd na de goedkeuring door Ortega. In 1933 verscheen de Nederlandse vertaling van Johan Brouwer (1898-1943) onder de titel De opstand der horden. Na vele herdrukken volgde in 2015 De opstand van de massamens, een vertaling van Diederik Boomsma.
De horden verwijzen naar de sterk toegenomen bevolking aan het begin van de twintigste eeuw. Ortega is kritisch over zowel de massa's als de massamens. In het boek definieert hij de massamens als iemand die zichzelf ziet als gelijk aan ieder ander. De schrijver betwijfelde of de massamens in staat is om eigen baas te zijn. Ortega meende dat de uit de christelijk-grieks-romeinse humanitaire beschaving voortgekomen cultuur in een crisis is gekomen omdat de massamens de maatschappelijke macht heeft verkregen. Door het ontbreken van idealen zou de señorito satisfecho zich als een zelfvoldaan kind gedragen ten aanzien van de beschaving. Gebrek aan bescheidenheid, zelfkritiek en aan respect voor autoriteit geeft de massamens het gevoel van macht en zucht tot heersen. Dit zou gaan ten koste van de elite. Ortega roept dan ook de aristocratie op om de leiding te nemen bij het cultureel verval. Aan het eind van het boek verzet Ortega zich ook tegen het nationalisme en roept op tot een verenigd Europa.

## Vertalingen
- Diederik Boomsma - De opstand van de massamens, uitgeverij Lemniscaat (2015) ISBN 9789047706861
- Johan Brouwer - De opstand der horden, uitgeverij Leopold, Den Haag (1933)